# ブコーさん号
ブコーさん号（ブコーさんごう）は、埼玉県秩父郡横瀬町がかつて運行していたコミュニティバスである。正式名称は「横瀬町コミュニティバス ブコーさん号」。
2012年（平成24年）運行開始。2021年（令和4年）3月31日をもって運行を終了し廃止された。同年4月1日からデマンド型乗合タクシー「のりあいブコーさん号」へ移行した。
愛称は横瀬町のマスコットキャラクター「ブコーさん」に由来する。横瀬町と秩父市の間にそびえる武甲山と太鼓を擬人化したキャラクターで、「ブコーさん」の公式Twitterアカウントでも「ブコーさん号」の情報をPRしていた。

## 概要
町が所有する自家用バスによる運行（自家用有償旅客運送）。専用ラッピング車両のトヨタ・ハイエース（10人乗り）を使用し、1路線を年中無休で運行していた。運賃は1乗車100円均一。運行開始当初は運賃無料で、2014年7月1日にダイヤ改正を行ったが、この時点ではまだ運賃無料であった。
町民の9割程度が自宅から100m以内で乗降できるよう、町南東の飯能市境付近をから集落や病院、商店などを経由してで西隣の秩父駅を結んでいた。担当は横瀬町まち経営課。町民専用で町外居住者は乗車できなかった。また定員が少ないため「高齢者など自身で車の運転等できない方を優先するようご協力ください」との注意書きがあった。
フリー乗降制を採用し、バス停留所以外でも手を上げて合図すれば乗車できた。バスが来たことがわかるよう音楽を流しながら走っていた、当初は「ブコーさん体操」の曲を流していたが、のちに曲が「線路は続くよどこまでも」へ変わり、運行終了まで流していた。
デマンド型乗合タクシーへの移行へ向けて、2021年2月からデマンド型乗合タクシーの無料実証運行を開始した。デマンド型乗合タクシーの運賃は500円となる。デマンド型乗合タクシーは秩父丸通タクシー株式会社へ運行委託する。「ブコーさん号」は、2021年3月15日から運行終了日の3月31日まで無料運行を行った。

## 路線
バス停留所一覧（全停留所を記載）
- 松枝 - 長渕 - 中井橋 - 赤谷 - 芦ヶ久保郵便局 - 日向山公会堂 - 活性化センター - 芦ヶ久保駅 - 3区コミュニティ広場 - 里宮前 - 川連製作所 - 横瀬石油 - 3区公会堂 - 総合福祉センター - 苅米公会堂 - 寺坂棚田第1駐車場 - 町民会館 - 横瀬郵便局前 - 札所9番 - 横瀬駅 - 横瀬町役場 - 和田河原 - ホルモンきくや - 田端商店 - 荒舩医院・なでしこ - ヤオヨシ[注釈 2] - 語歌橋 - 15区集落センター - 16区集落センター - 松田医院 - 荻原医院 - 東林寺 - 御製碑前 - 姿見山浄水場 - ウエルシア[注釈 3] - いの接骨院 - ウニクス[注釈 4] - 秩父市立病院 - 秩父駅[11]

上記の停留所をバス2台で、以下のように運行していた。
- 1便：松枝（8時00分発）→ 総合福祉センター（8時34分発）→ 秩父駅（9時38分着）[11]
- 2便：秩父駅（9時45分発）→ 総合福祉センター（10時34分着）[11]
- 3便：松枝（10時10分発）→ 総合福祉センター（10時44分発）→ 秩父駅（11時48分着）[11]
- 4便：秩父駅（13時00分発）→ 総合福祉センター（14時04分発）→ 松枝（14時38分着）[11]
- 5便：総合福祉センター（15時30分発）→ 秩父駅（16時34分着）[11]
- 6便：総合福祉センター（15時30分発）→ 秩父駅（16時04分着）[11]

6便は土日祝日は運休。

## 車両
専用車両は2台あり、町が保有するトヨタ・ハイエースを使用する。自家用自動車（白ナンバー）による自家用有償旅客運送である。1台車体は青空を思わせる明るい水色を基調に「ブコーさん」のロゴとイラストを描いたラッピングが施されていた。もう1台は銀色地に「ブコーさん」のステッカーが貼られていた。これらの車両は試験運行時から使用されていた。